# Lycodes squamiventer
Lycodes squamiventer és una espècie de peix de la família dels zoàrcids i de l'ordre dels perciformes.

## Morfologia
- Els mascles poden assolir 26 cm de longitud total.
- Nombre de vèrtebres: 97-104.[4][5]

## Hàbitat
És un peix marí i d'aigües profundes que viu entre 357-1.808 m de fondària.

## Distribució geogràfica
Es troba a Alaska, Groenlàndia, Islàndia i Noruega.

## Observacions
És inofensiu per als humans.